# 亚历杭德罗·贾马太
亞歷杭德羅·愛德華多·賈麥岱·法利亚（西班牙語：Alejandro Eduardo Giammattei Falla；1956年3月9日—）是危地马拉的政治人物，前任瓜地馬拉總統。
賈麥岱在2007年、2011年和2015年和2019年四度参选总统。最终在2019年当选，2020年1月14日正式就任。

## 政治生涯
贾马太曾在1985年、1988年和1990年危地马拉大选期间担任选举进程总协调员。自2000年起，又担任多家企业的顾问。2006年，成为危地马拉监狱系统主管，2008年卸任。
贾马太在2007年、2011年和2015年三次参加大选，皆未能当选。2019年，成为前进党（“为争取一个不同的危地马拉而前进”党，Vamos por una Guatemala diferente）总统候选人，并以57.96%的得票率当选总统。
2020年，贾马太正式就任，接替吉米·莫拉莱斯成为危地马拉新一任总统。

## 政治立场
贾马太支持恢复死刑，并承诺将摧毁暴力团伙，同贫困作斗争以阻止人口流出，并严厉打击腐败。贾马太同时也反对同性婚姻及人工流产合法化，支持调动军队维护民间治安。
賈麥岱重視發展和維護瓜地馬拉共和國與中華民國的關係。2021年12月，賈麥岱接受英國《金融時報》訪問時表示，「中国人對我們強力施壓，願意給我們很多。」包括COVID-19疫苗並企圖讓瓜地馬拉外交轉向，但瓜地馬拉「未接受」。賈麥岱表示瓜地馬拉忠於中華民國是「原則問題」，而台灣是瓜地馬拉「唯一真正盟友」。2022年6月22日，贾马特在第75届联合国大会上表示「我只会承认一个中国，叫做中华民国。」2023年3月31日，賈麥岱再度表示中华民国是一个主权独立的国家，對危地馬拉來說是唯一且真正的中国。

## 荣誉

### 外国勋章奖章
- 采玉大勋章（中华民国，2023年4月25日于中华民国总统府颁发[16]）